# Yale-Romanisierung
Yale-Romanisierung bezeichnet vier an der Yale-Universität entwickelte Umschrift-Systeme für die ostasiatischen Sprachen Hochchinesisch, Kantonesisch, Koreanisch und Japanisch. 
Die vier Lautumschriften sind separate sprachbezogene Systeme. Ein Buchstabe kann je nach der transkribierten Sprache für unterschiedliche Laute stehen. Die Yale-Umschriftsysteme wurden in den Vereinigten Staaten zum Teil auch im Unterricht ostasiatischer Sprachen an Schulen und Universitäten genutzt, finden für Chinesisch (sowohl Hochchinesisch als auch Kantonesisch) und Koreanisch heute jedoch kaum noch Verwendung. Für den Chinesisch-Unterricht (Hochchinesisch) hat sich beispielsweise die in der Volksrepublik China verwendete standardisierte Umschrift Hanyu Pinyin durchgesetzt. 

## Hochchinesisch
Mandarin Yale wurde während des Zweiten Weltkriegs mit der Absicht entwickelt, die Kommunikation von US-amerikanischem Militärpersonal mit verbündeten chinesischen Streitkräften zu erleichtern. Anstatt das damals gebräuchliche Umschrift-System Wade-Giles zu übernehmen, zog man es vor, ein neues System einzuführen, welches den Bedürfnissen englischsprachiger Leser weiter entgegenkommt.
Hierbei sollten Probleme, welche bei der Verwendung des Wade-Giles-Systems auftraten, vermieden werden. Beispielsweise wurde auf das „Behauchungszeichen“ (in Form eines Apostrophs) verzichtet, mit welchem u. a. zwischen den Lauten [tɕ] und [tɕʰ] unterschieden wird. In Wade-Giles wird der erste Laut mit chi, der zweite mit ch'i wiedergegeben. In der Yale-Umschrift wird dagegen ji und chi geschrieben.
Gegenüber Pinyin hat das Yale-System den Vorteil, dass es lateinische Buchstaben und Buchstabenkombinationen in einer Weise verwendet, die der von einem englischsprachigen Leser angenommenen Aussprache näher kommen. Beispielsweise steht in Yale ch sowohl für [tʂʰ] als auch für [tɕʰ], in Pinyin jedoch ch bzw. q. Für xi in Pinyin wird in Yale syi geschrieben und für zhi in Pinyin steht jr in Yale.

## Japanisch
Japanese Yale (jap. イェール式 Yērushiki, englisch Yale Romanization) ist eine weniger bekannte alternative Bezeichnung für das JSL-System, modifiziert bzw. weiterentwickelt aus dem japanischen Kunrei-System von der amerikanische Linguistin Eleanor Jorden, an der Yale-Universität Ende der 1980er Jahre. Die Bezeichnung des Umschriftsystems wurde nach dem Ort bzw. Name des 1987 in Yale erschienenen Buches von Eleanor Jorden Japanese: The Spoken Language benannt.

## Kantonesisch
Im Gegensatz zu Yale-Mandarin ist die Yale-Romanisierung des Kantonesischen Yale-Cantonese für das Kantonesische noch weit verbreitet. Da chinesische Zeichen in der Regel einer Silbe entsprechen, können sie als Kombination von Anlaut und Auslaut mit Markierung des Tones durch diakritische Zeichen oder Zahlen in lateinische Schrift transkribieren.

## Koreanisch
Korean Yale wurde von Samuel Elmo Martin ebenfalls an der Yale University entwickelt und wird auch heute noch verwendet. Allerdings wird sie im offiziellen Gebrauch in Südkorea und auch im Sprachunterricht zunehmend von Revidierten Romanisierung verdrängt, die von der Nationalen Akademie der koreanischen Sprache entwickelt und vom Ministerium für Kultur und Tourismus im Jahr 2000 veröffentlicht worden ist.